# Лопар (општина)
Лопар је насељено место и седиште општине у Приморско-горанској жупанији, Република Хрватска.

## Географија
Лопар се налази на острву Рабу.

## Историја
До територијалне реорганизације у Хрватској налазио се у саставу бивше велике општине Раб.

## Становништво
На попису становништва 2011. године, општина, односно насељено место Лопар је имало 1.263 становника.

## Попис1991.
На попису становништва 1991. године, насељено место Лопар је имало 1.215 становника, следећег националног састава:
| Попис 1991.‍   | Попис 1991.‍  | Попис 1991.‍ | Попис 1991.‍ | Попис 1991.‍ |
| ------------- | ------------ | ----------- | ----------- | ----------- |
|               |              |             |             |             |
| Хрвати        | Хрвати       |             | 1.145       | 94,23%      |
| Роми          | Роми         |             | 13          | 1,06%       |
| Срби          | Срби         |             | 13          | 1,06%       |
| Југословени   | Југословени  |             | 8           | 0,65%       |
| Муслимани     | Муслимани    |             | 8           | 0,65%       |
| Словенци      | Словенци     |             | 4           | 0,32%       |
| Мађари        | Мађари       |             | 1           | 0,08%       |
| остали        | остали       |             | 2           | 0,16%       |
| неопредељени  | неопредељени |             | 14          | 1,15%       |
| непознато     | непознато    |             | 7           | 0,57%       |
| укупно: 1.215 |              |             |             |             |